# Sasha Son

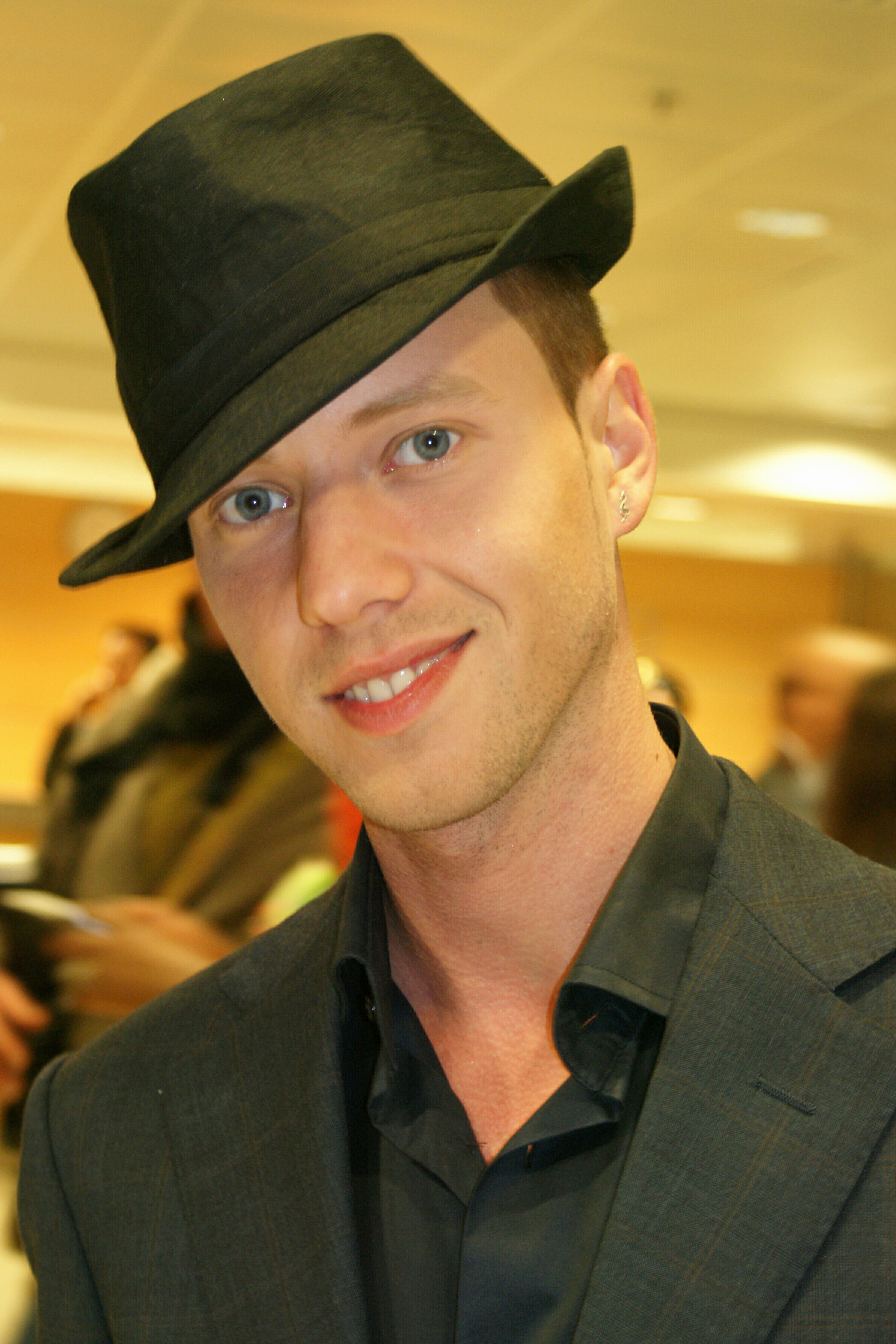
Sasha Son 2009.

Sasha Son (ryska: Дмитрий Шавров, Dmitrij Sjavrov, litauiska: Dmitrijus Šavrovas, även känd som Sasha Song) är en sångare född 18 september 1983 i Vilnius i Litauiska SSR i Sovjetunionen (nu Litauen). Hans artistnamn Sasha Son betyder "Sasha Dröm" på ryska. Sasja är ett ryskt diminutiv av Aleksandr. 

## Karriär
Vid 10 års ålder fick han en hit med Mama, som blev utsedd till årets låt vid Bravo Music Awards. Han har förblivit den yngsta vinnaren i den kategorin. När han var 15 år flyttade han till Storbritannien och utbildade sig inom musik. 

### Eurovision Song Contest
Sasha Son har tävlat i den litauiska uttagningen till Eurovision Song Contest sju gånger åren 2007-2014. 2009 vann han med bidraget Love och representerade landet vid Eurovision Song Contest 2009 i Moskva, Ryssland. Han tävlade i den andra semifinalen och avancerade till finalen där han slutade på 23:e plats av 25 tävlande med 23 poäng. 